# Мадарьяга, Модесто
Модесто Мадарьяга (исп. Modesto Madariaga; 12 января 1904, Корраль-де-Альмагер, Испания — 4 июня 1974, Буэнос-Айрес, Аргентина) — испанский авиатор, механик, участник исторического полёта через Атлантику в июле 1933 года.

## Перелёт
В 1933 году Мадарьяга совместно с Мариано Барбераном и лейтенантом Хоакином Коллар Серра совершили перелёт из Испании на Кубу на самолёте Cuatro Vientos (Br.19 TF Super Bidon), построенном специально для этого полёта. Полёт, длившийся 39 часов 55 минут, начался в Севилье в 4:40 10 июня 1933 года и закончился в Камагуэе в 20:45 (по местному времени) 11 июня 1933 года. Всего экипаж преодолел 7320 км.
Ранее Мадарьяга также участвовал в неудачном трансатлантическом перелёте совместно с майором Рамоном Франко (братом генерала Франсиско Франка), о чём свидетельствует небольшой кинорассказ, отснятый в 1929 году.
20 июня самолёт вылетел в Мехико (без Мадарьяги) и исчез. Обломки самолёта или останки пилотов обнаружены не были.
Модесто Мадарьяга скончался в 1974 году в Буэнос-Айресе от рака печени.